# Astreopora macrostoma
Astreopora macrostoma е вид корал от семейство Acroporidae. Видът е почти застрашен от изчезване.

## Разпространение
Разпространен е в Австралия, Вануату, Индия, Индонезия, Кирибати, Малайзия, Маршалови острови, Мианмар, Микронезия, Науру, Нова Каледония, Палау, Папуа Нова Гвинея, Сингапур, Соломонови острови, Тайланд, Тувалу, Уолис и Футуна, Фиджи, Филипини, Шри Ланка и Япония.

## Описание
Популацията на вида е намаляваща.